# ATP World Tour Finals 2009 – mužská čtyřhra
Soutěže mužské čtyřhry na londýnském ATP World Tour Finals 2009 se zúčastnilo osm nejlepších párů v klasifikaci dvojic žebříčku ATP. Obhájci trofeje Daniel Nestor a Nenad Zimonjić nepostoupili ze základní skupiny.
Deblový titul si připsal druhý nasazený americký pár Bob a Mike Bryanovi, jehož členové ve finále zdolali bělorusko-izraelské turnajové sedmičky Maxe Mirného s Andy Ramem po dvousetovém průběhu 7–6 a 6–3. Oba tak vybojovali třetí titul ze závěrečné události sezóny okruhu ATP Tour.

## Nasazení párů
1. Daniel Nestor /  Nenad Zimonjić (základní skupina)
2. Bob Bryan /  Mike Bryan (vítězové)
3. Mahesh Bhupathi /  Mark Knowles (semifinále)
4. Lukáš Dlouhý /  Leander Paes (základní skupina)
5. František Čermák /  Michal Mertiňák (semifinále)
6. Łukasz Kubot /  Oliver Marach (základní skupina)
7. Max Mirnyj /  Andy Ram (finále)
8. Mariusz Fyrstenberg /  Marcin Matkowski (základní skupina)

## Soutěž
| Legenda                                                       |                                                                        |                                                   |
| - Q – kvalifikant - WC – divoká karta - LL – šťastný poražený | - Alt – náhradník - SE – zvláštní výjimka - PR/SR – žebříčková ochrana | - w/o – bez boje - r – skreč - d – diskvalifikace |

### Finálová fáze
|  | Semifinále | Semifinále                       | Semifinále          | Semifinále | Semifinále |                     |                      | Finále | Finále | Finále | Finále | Finále |
|  |            |                                  |                     |            |            |                     |                      |        |        |        |        |        |
|  | 3          | Mahesh Bhupathi Mark Knowles     | 4                   | 4          |            |                     |                      |        |        |        |        |        |
|  | 2          | Bob Bryan Mike Bryan             | 6                   | 6          |            |                     |                      |        |        |        |        |        |
|  | 2          | Bob Bryan Mike Bryan             | 6                   | 6          |            | 2                   | Bob Bryan Mike Bryan | 7      | 6      |        |        |        |
|  |            |                                  |                     |            |            | 2                   | Bob Bryan Mike Bryan | 7      | 6      |        |        |        |
|  |            | 7                                | Max Mirnyj Andy Ram | 65         | 3          |                     |                      |        |        |        |        |        |
|  | 7          | 7                                | Max Mirnyj Andy Ram | 65         | 3          | Max Mirnyj Andy Ram | 6                    | 7      |        |        |        |        |
|  | 7          |                                  |                     |            |            | Max Mirnyj Andy Ram | 6                    | 7      |        |        |        |        |
|  | 5          | František Čermák Michal Mertiňák | 4                   | 64         |            |                     |                      |        |        |        |        |        |

### Skupina A
|    |                                      | Nestor Zimonjić | Bhupathi Knowles | Čermák Mertiňák | Fyrstenberg Matkowski | Zápasy | Sety | Hry   | Pořadí |
| 1  | Daniel Nestor Nenad Zimonjić         |                 | 6–4, 7–6(11–9)   | 3–6, 4–6        | 4–6, 4–6              | 1–2    | 2–4  | 28–34 | 4      |
| 3. | Mahesh Bhupathi Mark Knowles         | 4–6, 6–7(9–11)  |                  | 6–3, 6–3        | 3–6, 6–3, [10–7]      | 2–1    | 4–3  | 32–28 | 1.     |
| 5. | František Čermák Michal Mertiňák     | 6–3, 6–4        | 3–6, 3–6         |                 | 6–4, 6–4              | 2–1    | 4–2  | 30–27 | 2.     |
| 8. | Mariusz Fyrstenberg Marcin Matkowski | 6–4, 6–4        | 6–3, 3–6, [7–10] | 4–6, 4–6        |                       | 1–2    | 3–4  | 29–30 | 3.     |

Pořadí bude určeno na základě následujících kritérií: 1) počet vyhraných utkání; 2) počet odehraných utkání; 3) vzájemný poměr utkání u dvou hráčů se stejným počtem výher; 4) procento vyhraných setů, procento vyhraných her u třech hráčů se stejným počtem výher, poté poměr vzájemných utkání 5) postavení na žebříčku ATP.

### Skupina B
|    |                            | Bryan    | Dlouhý Paes   | Kubot Marach      | Mirnyj Ram        | Zápasy | Sety | Hry   | Pořadí |
| 2. | Bob Bryan Mike Bryan       |          | 6–3, 6–4      | 6–3, 6–4          | 4–6, 4–6          | 2–1    | 4–2  | 32–26 | 2.     |
| 4. | Lukáš Dlouhý Leander Paes  | 3–6, 4–6 |               | 4–6, 6–7(3–7)     | 6–7(1–7), 4–6     | 0–3    | 0–6  | 27–38 | 4.     |
| 6. | Łukasz Kubot Oliver Marach | 3–6, 4–6 | 6–4, 7–6(7–3) |                   | 4–6, 6–4, [16–14] | 2–1    | 4–3  | 31–32 | 3.     |
| 7. | Max Mirnyj Andy Ram        | 6–4, 6–4 | 7–6(7–1), 6–4 | 6–4, 4–6, [14–16] |                   | 2–1    | 5–2  | 35–29 | 1.     |

Pořadí bude určeno na základě následujících kritérií: 1) počet vyhraných utkání; 2) počet odehraných utkání; 3) vzájemný poměr utkání u dvou hráčů se stejným počtem výher; 4) procento vyhraných setů, procento vyhraných her u třech hráčů se stejným počtem výher, poté poměr vzájemných utkání 5) postavení na žebříčku ATP.